# Dubenskij rajon (Oblast' di Tula)
Il Dubenskij rajon (in russo Дубенский район?) è un rajon dell'Oblast' di Tula, nella Russia europea, il cui capoluogo è Dubna. Istituito nel 1929, ricopre una superficie di 799 chilometri quadrati.